# 牧野邦夫
牧野 邦夫（まきの くにお、1925年〈大正14年〉5月27日 - 1986年〈昭和61年〉10月1日）は、東京都渋谷区幡ヶ谷生まれの画家。

## 概説
牧野邦夫は、大正14年に渋谷区幡ヶ谷で生まれ、幼少期を小田原で過ごす。父母を早く亡くし、母代わりの姉たちに育てられる。従兄の幻想小説家牧野信一から、「芸術家にだけはなるな、君は一高、東大へ行け」と諭されていたが、画家への想いは止まらずゴッホやレンブラントに魅かれ17歳で画家を志す。川端画学校をへて東京美術学校油画科に学ぶ。伊原宇三郎、安井曾太郎に師事し画家の道を進む。1945年学徒出陣し九州・都城で終戦。戦後の1948年、東京美術学校を卒業。美術団体等に所属せずにひたすら自己の信ずる絵画世界を追求する創作活動を貫き、写実的高密度の作品で知られるようになる。1962年と1965年の安井賞候補新人展に入選。1959年第1回個展、以後1984年まで個展9回開催。1986年61歳でガンにて死去。没後、本人が予約していた個展が遺作展として1988年に文藝春秋画廊にて開催。翌年発刊された画集「人」を期に、1990年から91年の朝日新聞社主催の巡回展、2013年の練馬区立美術館の回顧展で大きな反響を呼んだ。画家牧野邦夫は、世俗的な名声や成功は求めず、61年の生涯を自身の美神との格闘に費やした希有の画家だった。中世の幻想世界の住人と言ったほうがふさわしいと評された牧野の絵画は、抽象表現主義が主流となった現在の美術界の流れとは逆行するような仕事で、西洋・バロックの芸術を思わせる神秘的な具象絵画とも思われる。レンブラントの自画像に衝撃を受けて繰り返し描いた一群の自画像、古典文学や芥川龍之介などの小説に想いをとったもの、裸婦、肖像、静物そして建造物と、その画題は幅広い領域にわたっている。卓越した精神性が巧みに融合し、見るものを画家の世界へとひきこんでしまう不思議な魅力にあふれている。2000年「開運!なんでも鑑定団」に登場。名前もほとんど知られていない作家の初めて見る作品ではあったが、絵の本質、美しさを見抜かれて高額がついた。レンブラントへのあこがれを終生持ち続け、圧倒的な描写力で61年の生涯を駆け抜けた牧野邦夫。本格的なテクニックを駆使した高密度の作品群は近年ますます評価を高めている。
小田原出身の小説家牧野信一の従兄弟。牧野家は旧小田原藩士の家柄で、曾祖父・牧野作兵衛英清は江戸時代小田原藩の唐鉾流棒術12代目師範を継承している。終戦後疎開していた小田原牧野本家のその部屋には英清が使用していたと見られる槍や刀などが置かれてあった。武装する自画像等、牧野作品に武具、刀などが描かれているのはこの影響もあるのかもしれない。

## 来歴
- 1925年 5月27日 - 父義郎、母ミヨの七番目の子として東京・幡ヶ谷に生まれる。
- 1929年 3月 - 母ミヨを亡くし小田原へ転居。居宅は小田原駅新幹線付近、通称「なべつる小路」。神奈川県小田原で幼年期を過ごす。
- 1932年
  - 4月 - 小田原城内小学校入学。姉たちと小田原教会に通う。
  - 6月 - 父のいる東京目白へ戻る。西巣鴨第五小学校に転入。姉美江に導かれ目白教会に通う。
- 1935年 12月 - 父義郎を亡くす。この時、従兄・作家牧野信一は邦夫を励ます「君は一高、東大へ行け」と。
- 1936年 3月 - 従兄・作家牧野信一死す。東京高田本町へ転居。姉弟で暮らす。高田第五小学校へ転入。
- 1937年 - 長女姉千枝の嫁ぎ先である荒川区町屋に五女英子とともに引き取られる。
- 1938年 - 安田商業学校（東京・両国）入学。学生時代はディズニー等の漫画を得意とし将来は漫画家にという夢を持っていた。このころ見たヴァン・ゴッホの絵に強い衝撃を受け絵描きになる決心をする。美術受験の決意を固め昼は安田商業に通いながら川端画学校夜間部へ通い始める。
- 1943年 4月 - 東京美術学校油画科入学。伊原宇三郎、安井曾太郎先生に師事。戦時下でのもとでの勉学であった。夏頃、大森区久が原に移転。その後神田材木町に転居。
- 1945年
  - 2月 - 神田材木町の家が戦災に遭う。この時牧野は千葉県館山に勤労奉仕で出ていて難を逃れた。
  - 3月 - 館山より東京へ戻る途中東京大空襲などで亡くなったおびただしい遺体を見る。姉たちと合流し小田原の牧野本家に疎開しそこから東京美術学校に通う
  - 5月 - 召集され学徒出陣。
  - 8月 - 九州・都城で終戦。小田原に帰る途中の汽車から被爆後数日後の広島の街を見た。後にその体験と戦争のむごさを訴えた大作100号「インパール」を1979年に完成させている。復員後、疎開中の小田原の牧野家では小田原藩士であった曾祖父の残した槍や刀のあった納戸にこもり自画像ばかりを描き続ける。
- 1946年 4月 - 復活した東京美術学校に戻り、小田原から湘南電車で通学する。この電車通学中で出会った郷裕弘氏などと親交をもち、後、肖像画を描くようになる。牧野信一の弟英二氏より、信一が愛用していた油絵具一式を譲り受ける。
- 1948年 3月 - 東京美術学校油画科卒業。卒業制作は「自画像」「姉の肖像」。
- 1949年 - 姉達の洋裁学校開校（マッコール洋裁学園）にともない茅ケ崎に住む（10年ほど茅ケ崎で姉達と一緒に暮らす）。駅前にあったこの洋裁学校の2階が文化人たちの交流の場となり、野村宣（朝日新聞記者、のち茅ケ崎市長）や新垣秀雄（朝日新聞記者、天声人語執筆）、金子昌夫（作家）らが出入りしていた。
- 1952年 11月13～17日 - グループ展を通して作品を発表する。第1回麓人展　於:丸善画廊。東京美術学校同級生6人（井上悦三、小林丙、小松光義、後藤義雄、藤沼源三、牧野邦夫）。1958年まで毎年開催。「麓人展」の命名は梅原龍三郎。
- 1953年 6月 - 友人の紹介で南足柄中学校の美術講師となるが制作する時間を思うように作れず、また絵を描きながらの片手間で教師は務まらないと確信し翌年3月に退職。
- 1956年 5月 - 鎌倉の喫茶店で作品を展示。この頃、麓人展出品作2点がスーダン大使館（六本木）の収蔵となる。
- 1959年 10月12～18日 - 第1回油絵個展　於:いづみ画廊。同展案内状の推薦文は朝井閑右衛門氏。この頃大田区鵜の木に転居。
- 1962年
  - 8月16～21日 - 第2回油絵個展　於:丸善画廊。
  - 12月 -「第6回安井賞候補新人展」入選　作品「冬の都会の樹」。
- 1963年 5月 - 大田区下丸子に転居。
- 1964年 - 歌劇の藤原義江氏の肖像画を制作。当時、外国人からの作品依頼が多かったがアメリカに渡った作品の所在は現在ほとんど不明。
- 1965年
  - 7月19～24日 - 第3回油絵個展　於:文藝春秋画廊。同展案内状の推薦文は中村伝三郎氏。作品「会食する男達」「靴屋の店」「複製のある部屋」「髪を飾る裸婦」「楽隊」など出品。
  - 12月 -「第9回安井賞候補新人展」入選。作品「複製のある部屋」「会食する男達」。この年50号の作品「人」を制作。この後1975年、1985年にも同題作「人」を制作し、三部作とされる。
- 1966年 3月 - オランダを中心に欧州各国を巡り、秋帰国。新宿区住吉町に転居。
- 1967年
  - 3月20～24日 - 油絵個展　於:柏三屋画廊。「複製のある部屋」など25点を出品。
  - 6月 - バートン版「千夜一夜」集英社刊　大宅壮一全訳　表紙並びに挿絵140点を制作
- 1968年 10月7～11日 - デッサン展　於:柏三屋画廊。
- 1970年
  - 3月 - 茅ケ崎にて類焼に遭い「靴屋の店」「会食する男達」などを焼失。
  - 4月13～18日 - 第4回油絵個展　於:フジ・アート・ギャラリー。同展案内状の推薦文は坂崎乙郎氏。目黒区上目黒に転居。
- 1971年
  - 2月24～28日 - 油絵個展　於:柏三屋画廊。
  - 3月 - 第14回安井賞展」入選　作品「旗手」「ジュリアーノ吉助の話」。
  - 10月 - フジテレビ「テレビ美術館」リアリスムに徹する画家として出演。対談者は石坂浩二氏。
  - 11月13～22日 - 第5回油絵個展　於:日本橋画廊。作品「劇団「風」の高塚君」「女優ヨウコ」「夜の静物」「青年」「扉の前の静物」「シュルレアリストH氏の肖像」「冬の都会の樹」「雑然とした部屋」「旗手」「白い静物のある裸婦」など26点出品。
  - 11月5～16日 - 現代の幻想絵画展　於:小田急百貨店。作品「複製のある部屋」「奉教人の死」出品。
- 1972年 3月8～12日 - 油絵個展　於:柏三屋画廊。
- 1973年
  - 10月27日～11月７日 - 第6回油絵個展　於:日本橋画廊。作品「人」「雀っ子」「眠る女」「化物と暮らす女」「トルソー」「武装する青年」など30余点出品。
  - 11月 - 世田谷区奥沢に転居。
- 1975年 
  - 4月 - 目黒区洗足に転居。
  - 10月27日 - 「未完成の塔」制作にとりかかる。
- 1976年　
  - 5月24日～6月8日 - 「素描展」　於:パシフィック・ギャラリー。同展案内状の推薦文は吉行淳之介氏。
  - 11月22日～27日 - 第7回油絵個展　於:文藝春秋画廊。同展案内状の推薦文は桑原住雄氏。作品「地獄変」「海と戦さ」「砂道氏の夜食に招ばれた僕の友人達、又はピーターの遺言」「れぷろぽす」「北風」「白の憂羅」「黒の憂羅」「画家R氏の肖像」「浮浪者D君の肖像」「かけをする人達」「王の椅子」「黒い布を付けた自画像」など41点を出品。
- 1977年
  - 3月 - 「朝日ジャーナル」3月4日号の表紙に「地獄変」掲載。
  - 4月 - 渋谷区桜ヶ丘に転居。
  - 12月 - 中野区東中野に転居。
- 1978年
  - 1月17日～31日 - 銅版画展　於:ワールドアートサロン。「自画像と憂羅」初めて銅版画5点を発表。
  - 6月1日～15日 - 油絵個展　於:ギャラリー風。
- 1980年
  - 7月 - 姉達が1949年茅ヶ崎駅前に設立したマッコール洋裁学園が撤収される。この事態を「崩壊」と捉え、作品「落城」を制作。
  - 10月27日～11月1日 - 油絵個展　於:セントラルギャラリー。
- 1981年
  - 5月4～9日 - 第8回油絵個展　於:文藝春秋画廊。
  - 5月11～23日 - 於:日本橋画廊　同展案内状の推薦文は桑原住雄氏。両画廊とも前回の個展以降4年間に制作した未発表の作品「インパール」「天守物語」「赤の憂羅」「死んで行く私の姉を描く画家R氏」「邪保のいる街」「男と戦う化物達」「シュールレアリストH氏と千穂」「白い自画像」「ひん曲がった部屋」「武装する自画像」など40点とデッサンを出品。
  - 6月 - 港区南青山に転居。
- 1982年 11月1～9日 - 油絵小品展　於:ギャラリー風。
- 1983年 3月 - アトリエを京都市中京区に移す。これ以降約2年間の京都滞在中に東寺に通って写生をしたり、早朝から奈良に出掛けて東大寺戒壇院などの堂塔をスケッチ。京都在住時には、作品「東寺・不明門辺り」「東寺金堂を描く画家Ｒ氏」「戒壇院を追はれる浮浪者Ｄ君」「京都のバス」等、数々の作品を制作。[4]
- 1984年
  - 11月5～17日 - 第9回油絵個展　於:文藝春秋画廊。
  - 11月22～12月4日 - 作品「人」「未完成の塔」「落城」「戒壇院を追はれる浮浪者D君」など人間をテーマにした近作約60点を出品。 1975年10月から制作にとりかかった「未完成の塔」の第1層（50代）が10年目で完成。未完成作品として展示。席上のあいさつ「やっと山のふもとにたどりつきました。これから山に登ります」。
- 1985年
  - 2月15～24日 - 2人の異色画家展　牧野邦夫/絹谷幸二。於:ギャラリーバートン。
  - 3月 - 東京に戻り井之頭に転居。
- 1986年
  - 4月21～30日 - 異端の画家 牧野邦夫展　於:ギャラリー風。
  - 7月 - 体調を崩し虎の門病院に入院、癌とわかる。
  - 8月 - 世田谷区下馬へ転居。
  - 10月1日 - 昭和大学病院で死去　享年61。

死後
- 1986年 12月6日 - 牧野邦夫「告別の日」　於:パピエ画廊。
- 1987年 9月1～10日 - 牧野邦夫追悼展　於:ギャラリー風。作品「杉山和巳のいる自画像」他出品。
- 1988年
  - 2月1～8日 - 「物故作家四人展―野口謙蔵・原勝四郎・安藤義茂・牧野邦夫」。於:ギャラリー風。
  - 10月1～8日 -「牧野邦夫と仲間達展」　於:小財堂画廊。
  - 11月7～19日 - 第10回油絵個展（遺作展）　於:文藝春秋画廊。作品「奉教人の死」「ジュリアーノ吉助の話」「黒い布をつけた自画像」「首切人Z氏の肖像」「立てる千穂」「海と戦さ」「怪獣と暮す女」など約40点出品。
- 1989年
  - 2月 - 画集『人　画家牧野邦夫』出版　牧野の遺作467点。
  - 2月20日～3月3日 - 牧野邦夫画集出版記念展　於:ギャラリー風。
  - 5月21日 - NHK日曜美術館『画家　牧野邦夫～幻想の人間曼荼羅～』放映。
- 1990年 5月23日～6月3日 - 牧野邦夫展　於:小田急グランドギャラリー。代表作101点とデッサン20点が展示。同展は神戸・名古屋・京都・尾道を巡回。主催・朝日新聞社。
- 1992年
  - 10月12日～11月14日 - 「七回忌追悼牧野邦夫展」　於:ギャラリー風。作品「若い悪魔」「裸婦」他出品。
  - 12月8～14日 - 「牧野邦夫展」　於:小田急画廊。
- 1993年 10月12～23日 - 「没後8年牧野邦夫展」　於:ギャラリー風。
- 1996年
  - 3月4～15日 - 「没後10年 牧野邦夫素描展」　於:永井画廊。初期から晩年まで未発表の素描・エスキース約30点出品。
  - 11月11～22日 - 「没後10年 牧野邦夫油彩画展」　於:永井画廊。
- 1997年
  - 1月16～28日 - 「牧野邦夫―遺作素描展」　於:ギャラリートミタ。
  - 5月23日～6月5日 - 「没後11年―牧野邦夫素描展」　於:ギャラリーパステル。
  - 9月8日～10月4日 - 「牧野邦夫 素描遺作展」　於:ギャラリーNIKE。
- 1998年
  - 1月10～31日 - 「牧野邦夫遺作素描展」　於:ちめんかのや。
  - 3月2～14日「牧野邦夫 ドローイング展」」　於:ギャラリー風。
  - 4月25日～６月10日 茅ヶ崎市美術館 開館記念所蔵展　於:茅ヶ崎市美術館。 「かけをする人達」展示。
  - 9月19日～10月2日 - 「牧野邦夫 素描展」　於:ギャラリーいなば。
- 2000年
  - 5月 - 「開運!なんでも鑑定団」で放映（作品「眠る洋子」）。
  - 9月4～19日 - 「牧野邦夫展―新たに発見された幻の名作『人』」　於:永井画廊。
- 2001年 5月12日～6月9日 - 「没後15年 牧野邦夫 油彩・デッサン・版画」。於:ギャラリー風。
- 2006年
  - 5月8～20日 - 「没後20年 牧野邦夫展」　於:ギャラリー風。作品「セロ弾きゴーシェ」他出品。
  - 10月10～27日 - 「牧野邦夫 没後20年展」　於:永井画廊。作品「虫の墓」「ガスコンロと静物」「裸婦」「男と戦う化物達」「京都のバス」「戒壇院を追はれる浮浪者D君」など油彩9点とデッサン10点出品。
- 2007年11月16～21日 - 「牧野邦夫展 没後20年+1年」　於:ギャラリー五峯。
- 2009年
  - 3月9～19日 - 「牧野邦夫展」　於:牧神画廊。
  - 6月1～13日 - 「牧野邦夫 素描展」　於:ギャラリー風。素描約20点他、初期の油彩画出品。
- 2011年
  - 4月11～28日 - 「没後25年 牧野邦夫展」　於:永井画廊。作品「自画像」「雑然とした部屋」（絶筆）他約40点出品。
  - 10月17～31日 - 「没後25年 牧野邦夫展」　於:ギャラリー風。作品「奈良で童話作家Aさんと千穂」他出品。
- 2013年
  - 4月14日～6月2日 - 「牧野邦夫―写実の精髄―展」　於:練馬区立美術館。代表作約120点とデッサン20点余展示。
  - 4月 - 画集『牧野邦夫画集―写実の精髄―』刊行。
  - 4月 - テレビ東京「美の巨人たち」で牧野邦夫「未完成の塔」放映。
- 2015年
  - 5月22日～6月30日 - 於:練馬区立美術館。「練馬区立美術館コレクション展―1970-80’s 牧野邦夫〈インパール〉を中心に」。作品「インパール」「画家R氏の肖像」「自画像」「武装する自画像」展示。
  - 8月 - 日本美術全集19巻『拡張する戦後美術』　作品「海と戦さ」掲載。
- 2016年 4月16～18日 - 「牧野邦夫油彩・素描展」。従兄・牧野信一生誕120年＆牧野邦夫没後30年　同時記念イベント。没後30年―小田原で初の牧野邦夫展を開催　於:アオキ画廊。
- 2017年
  - 4月13～23日 - 「牧野邦夫デッサン展」於:鎌倉ドゥローイング・ギャラリー。
  - 4月15日～6月11日 - 「リアル（写実）のゆくえ展」於:平塚市美術館。その後、足利市、碧南市、姫路市を巡回。
  - 9月22日～10月1日 - 「牧野邦夫素描展」　於:ギャラリーかわにし。
- 2019年 10月23日～28日 - 「山下裕二の隠し玉展」　於:日本橋三越本店（美術画廊）。作品「未完成の塔」展示。
- 2020年 12月12日～2021年2月14日 - 「練馬区立美術館開館35周年記念展」。於:練馬区立美術館　作品「ひん曲がった部屋」展示。
- 2023年 10月2～14日 - 「牧野邦夫展―小品とデッサンを中心に―」　於:永井画廊。

## エピソード
- レンブラントに傾倒するあまり、20代のころレンブラントに宛てた手紙と自作自演のレンブラントからの叱咤激励の返事を書いている[1]。
- 師の伊原宇三郎より「一日12時間以上描かなければ歴史に残る画家にはなれない」と言われ、生涯教えを守った。だが生前は抽象画の勢いが強い時代のうえ、美術団体に所属せず個展も2～3年に1度の割合だったため実力の割に知名度は低かった。そんな折に「芸術新潮」で牧野の作品を知った黒柳徹子が牧野に自分の肖像画を依頼している。[5]。
- 東京美術学校時代は太平洋戦争の中で勤労奉仕、20歳を迎えてから学徒動員、戦後に東京美術学校に復学、疎開先の小田原牧野本家より上野まで通っていた。卒業後姉たちが茅ケ崎駅前で始めた「マッコール洋裁学園」へ移りそこで30代前半までを過ごす。茅ケ崎では生徒募集のチラシやポスター、看板作りなどから服飾史や色彩学、デザイン画などを生徒に教え、住まいの一室で絵を描いていた[1]。

## 作品
- 武装する青年(1972年)
- 海と戦さ(1975年)
- インパール(1980年)
- 武装する自画像(1986年)
- 雑草と小鳥(1986年)
- 未完成の塔(1975年～)

## 画集
- 人 : 画家牧野邦夫(牧野邦夫画集刊行委員会 1989年) (700部の限定版)
- 牧野邦夫画集 : 写実の精髄（求龍堂 2013年）